# گالیا لوگدوننسیس (استان رومی)
گالیا لوگدوننسیس ((به لاتین: Gallia Lugdunensis) به معنای گال لوگدونی؛ به فرنسوی: Gaule lyonnaise) یکی از استان‌های امپراتوری روم بود که در سرزمین گال (فرانسه) امروزین واقع بود. این استان نام خود را از پایتختش یعنی لوگدونوم (امروزه لیون) گرفته‌بود، که شاید بزرگترین شهر اروپا در غرب ایتالیا و بزرگترین ضرابخانه امپراتوری بوده‌است.